# 宮城県道138号原町停車場線
宮城県道138号原町停車場線（みやぎけんどう138ごう はらまちていしゃじょうせん）は、宮城県仙台市宮城野区のJR仙石線 陸前原ノ町駅と国道45号を結ぶ一般県道である。

## 概要

### 路線データ
- 起点：陸前原ノ町駅
- 終点：仙台市宮城野区五輪二丁目（国道45号交点）
- 総延長：約60 m

## 地理

### 通過する自治体
- 宮城県
  - 仙台市宮城野区

### 交差する道路
- 国道45号（仙台市宮城野区）

## 沿線の施設
- 陸前原ノ町駅
- 宮城野区役所